# Togolok Moldo
Bajymbet Abdyrachmanow (* 1860 in Kurtka im heutigen Rajon Ak-Talaa (Kirgisistan), damals Russisches Kaiserreich; † 1942 ebenda), bekannt unter dem Pseudonym Togolok Moldo, war ein kirgisischer Akyn und Manastschi. Er schrieb Gedichte und Volkslieder; bekannt wurde er durch seine Darbietungen des Manas-Epos.

## Leben
Abdyrachmanow wurde in einer islamischen ländlichen Schule ausgebildet. Bald darauf begann er, Gedichte zu schreiben. Er unterstützte die Oktoberrevolution 1917.

## Ehrungen
Togolok Moldo erhielt das Ehrenzeichen der Sowjetunion. Nach ihm sind zahlreiche Straßen und sonstige Einrichtungen benannt, darunter der Togolok-Moldo-Park in der kirgisischen Hauptstadt Bischkek.